# Evgenij Charlačëv
Evgenij Valer'evič Charlačëv (in russo Евгений Валерьевич Харлачёв?; Togliatti, 20 gennaio 1974) è un allenatore di calcio ed ex calciatore russo, di ruolo centrocampista.

## Statistiche

### Cronologia presenze e reti in nazionale
| Cronologia completa delle presenze e delle reti in nazionale ― Russia | Cronologia completa delle presenze e delle reti in nazionale ― Russia | Cronologia completa delle presenze e delle reti in nazionale ― Russia | Cronologia completa delle presenze e delle reti in nazionale ― Russia | Cronologia completa delle presenze e delle reti in nazionale ― Russia | Cronologia completa delle presenze e delle reti in nazionale ― Russia | Cronologia completa delle presenze e delle reti in nazionale ― Russia | Cronologia completa delle presenze e delle reti in nazionale ― Russia |
| Data                                                                  | Città                                                                 | In casa                                                               | Risultato                                                             | Ospiti                                                                | Competizione                                                          | Reti                                                                  | Note                                                                  |
| --------------------------------------------------------------------- | --------------------------------------------------------------------- | --------------------------------------------------------------------- | --------------------------------------------------------------------- | --------------------------------------------------------------------- | --------------------------------------------------------------------- | --------------------------------------------------------------------- | --------------------------------------------------------------------- |
| 28-8-1996                                                             | Mosca                                                                 | Russia                                                                | 2 – 2                                                                 | Brasile                                                               | Amichevole                                                            | -                                                                     | 63’                                                                   |
| 01-9-1996                                                             | Mosca                                                                 | Russia                                                                | 4 – 0                                                                 | Cipro                                                                 | Qual. Mondiali 1998                                                   | -                                                                     | 66’                                                                   |
| 07-2-1997                                                             | Hong Kong                                                             | Russia                                                                | 1 – 1                                                                 | Jugoslavia                                                            | Lunar New Year Cup                                                    | -                                                                     |                                                                       |
| 10-2-1997                                                             | Hong Kong                                                             | Russia                                                                | 2 – 1                                                                 | Svizzera                                                              | Lunar New Year Cup                                                    | -                                                                     |                                                                       |
| 12-3-1997                                                             | Belgrado                                                              | Jugoslavia                                                            | 0 – 0                                                                 | Russia                                                                | Amichevole                                                            | -                                                                     | 64’                                                                   |
| 25-3-1998                                                             | Mosca                                                                 | Russia                                                                | 1 – 0                                                                 | Francia                                                               | Amichevole                                                            | -                                                                     | 76’                                                                   |
| Totale                                                                |                                                                       | Presenze                                                              | 6                                                                     |                                                                       | Reti                                                                  | 0                                                                     |                                                                       |